# Formiga (giocatore di calcio a 5)
Rogério Hugo Rodrigues dos Santos, meglio noto come Formiga (Porto, 22 ottobre 1978), è un ex giocatore di calcio a 5 portoghese.

## Carriera
Impiegato prevalentemente come laterale sinistro, Formiga ha militato nel campionato portoghese e in quello spagnolo, giocando perlopiù in squadre di secondo piano. Gli unici trofei vinti dal calcettista sono la Primeira Divisão 2001-02 e la successiva Supercoppa portoghese con il Freixieiro. In compenso, ha avuto una decennale carriera nella nazionale portoghese, con cui ha disputato due Coppe del Mondo e altrettanti campionati europei.

## Palmarès
- Campionato portoghese: 1
Freixieiro: 2001-02
- Supercoppa portoghese: 1
Freixieiro: 2002